# 明愛胡振中書院
明愛胡振中書院（英語：Caritas Wu Cheng-Chung College），為香港明愛轄下的一所中學，前身為明愛聖方濟各中學，於1967年創校，2005年遷至薄扶林，再於2024年與明愛華德中書院合併，並遷入該校位於東涌的校舍。

## 學校歷史
明愛胡振中書院前身為「明愛聖方濟各職業先修學校」，於1967年在西半山堅道明愛大廈現址創校，早期僅提供職業訓練班，至1969年才開設工業中學課程，再於四年後獲政府批准成為津貼學校。及後，隨著毗鄰的「主教公署」於1974年重建，此校舊校舍得以擴建，並於三年後完工。
在1979年，同系的柴灣馬登基金中學曾借用此校的校舍先行創校，直至其永久校舍於翌年落成為止。
於1997年，為響應政府廢除工業中學的教育政策，聖方濟各工業中學校名中的「工業」二字被刪去。
由於明愛總部大廈校舍空間嚴重不足，遂於1994年12月獲政府安排遷入堅尼地城官立中學舊校舍，當時預計於1997年可啟用。然而，由於不明緣故，政府決定改遷此校往薄扶林，並於2002年動工。
直至2005年，明愛聖方濟各中學遷入第二代校舍。由於前天主教香港教區主教胡振中於2002年病逝，為紀念他生前對香港天主教發展的貢獻，此校校名自遷校起，更改為「明愛胡振中中學」。翌年10月3日，此校舉行第二代校舍開幕典禮，由香港教區主教陳日君樞機及教育統籌局副秘書長鄭文耀主持。
由於少子化現象及香港移民潮引發的第三輪殺校潮，加上東涌新市鎮發展，此校獲教育局批准，於2024年9月起將明愛華德中書院併入此校，並改用該校位於東涌的校舍。隨著華德中書院併入此校，校名自2024年9月開學日起再更改為「明愛胡振中書院」。

## 校舍

### 堅道第一代校舍
此校位於堅道明愛大廈的舊校舍，設有16間課室及5間特別室連工場；由於空間限制，舊校舍僅設一個室內籃球場，並沒有露天操場。
隨著第二代校舍已於2005年落成，此校於同年起遷出，原址用作明愛各社會服務單位的總辦事處。

### 薄扶林第二代校舍
明愛胡振中中學的第二代校舍位於薄扶林羅富國徑，毗鄰香港大學李嘉誠醫學院，為一座後千禧校舍，佔地5,710平方米。此校校舍以千禧校舍的設備標準為基礎，但因著其工業中學的背景而略作修改，包括其課室數目減少至25間，並將工場數目由1個增加至9個。
值得一提的是，第二代校舍是全港首座由政府撥款興建的後千禧校舍，亦是全港首兩份付諸立法會表決的同類校舍建設計劃，於2001年中交付立法會表決通過，並於同年8月動工，由鶴記營造承建。由於工程複雜，完工日期最後由原訂的2003年6月，延至2005年。
隨著此校於2024年與明愛華德中書院合併，第二代校舍現已停用，政府正考慮該校舍的短期用途。

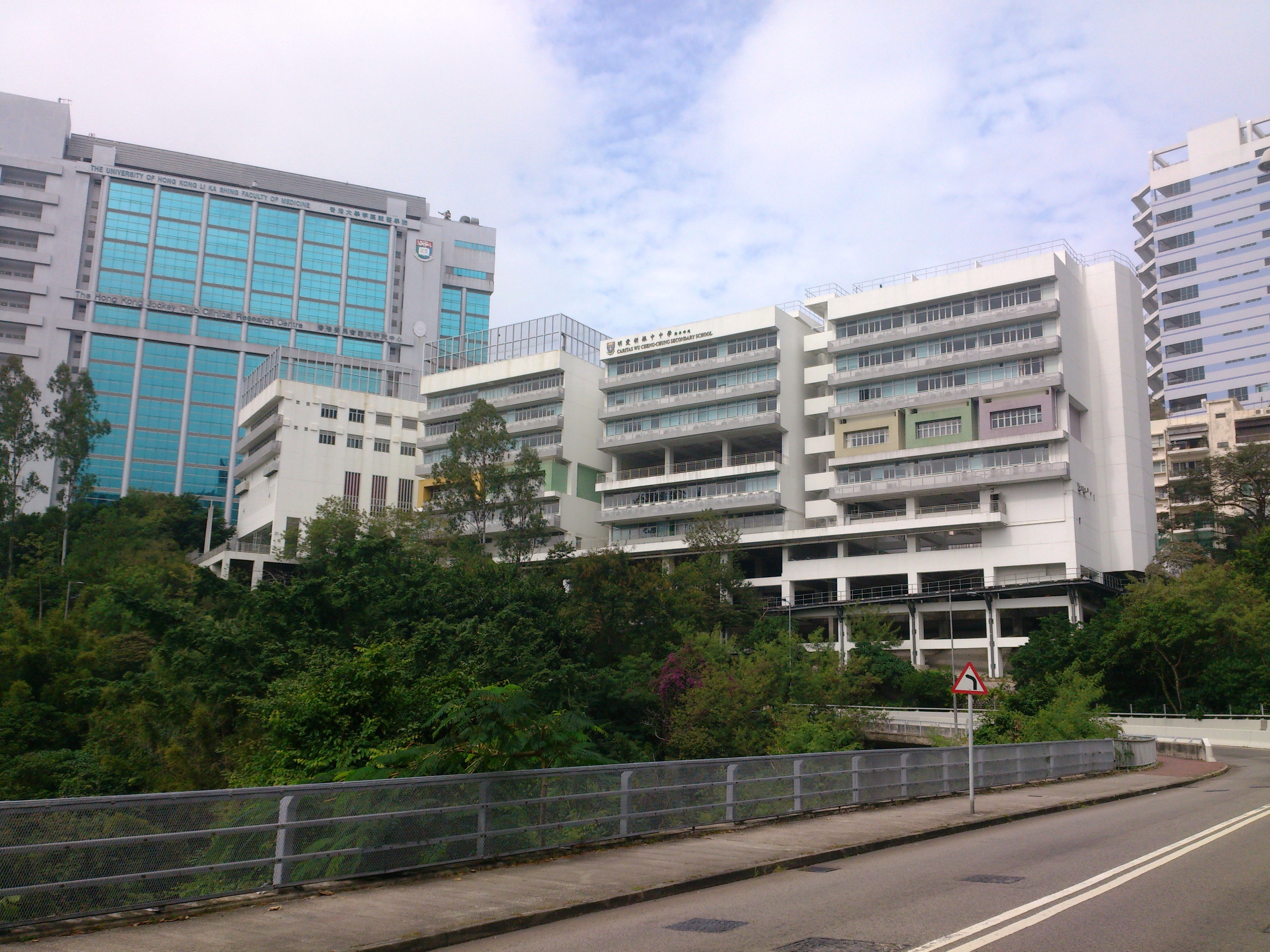
第二代校舍正面，朝向沙宣道
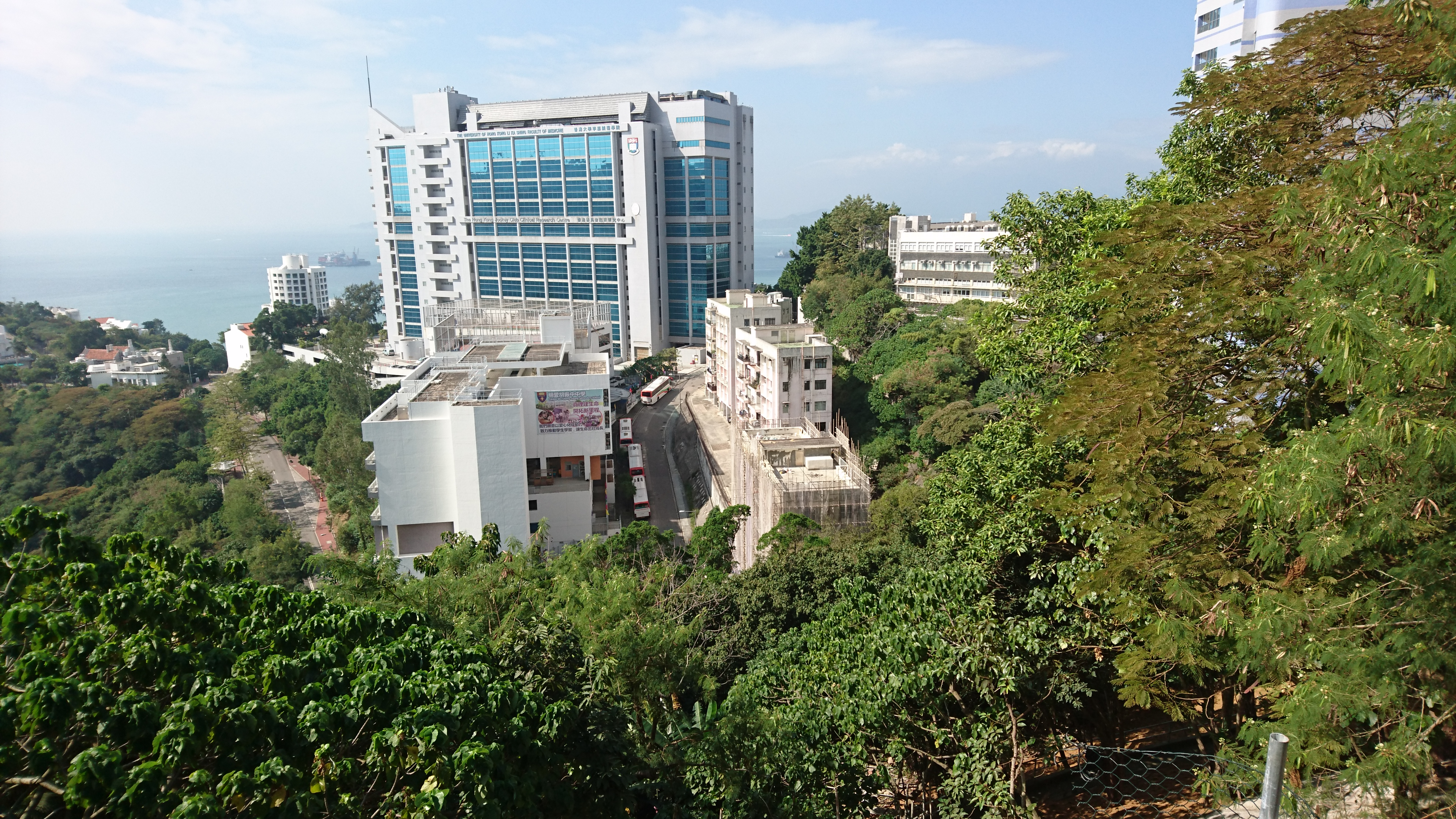
薄扶林道望向第二代校舍

### 東涌第三代校舍
此校現時位於東涌河下游，毗鄰滿東邨，合併前為同系華德中書院校舍。
校舍為一所採用後期設計的中學千禧校舍，佔地7,608平方米，設有30間課室連各種特別室，並與毗鄰的港青基信書院共用球場及停車場。
兩座校舍均由瑞安建業承建，於2001年12月動工，2003年完工。

## 課程與班級
現時，此校中一、中六開辦各三班，中二至中五每級開辦兩班，共14班（页面存档备份，存于） [1]。按照學生能力分為以英文或中文授課。
而在高中選修科方面，此校設有12科，包括化學、生物、企會財、地理、中國歷史、資訊及通訊科技、旅遊與款待、體育、倫理與宗教、視藝及音樂。

## 歷任校長
- 蘇約翰先生（1967年-1968年，創校校長，由德國明愛派駐來港；後出任明愛屬校校監）
- 劉景垣先生（1968年-1978年，第二任，1971年起兼任同系聖若瑟中學，其後專任該校，再平調為粉嶺陳震夏中學校長）
- 李崇德先生，BBS，JP（1978年-1998年，第三任，原為同系屯門馬登基金中學創校校長，榮休後出任同系柴灣及沙田馬登基金中學校監）[19]
- 黃循萬先生[20]（1998年-2008年，第四任，原為屯門天主教中學創校校長，榮休後出任屯門馬登基金中學校監）
- 何應翰先生（2008年-2012年，第五任，後平調為同系粉嶺陳震夏中學校長）
- 陳新亨先生（2012年-2019年，第六任）
- 鍾志源博士（2019年-2021年，第七任，後轉任迦密聖道中學校長，再轉職至荃灣聖芳濟中學）
- 歐海健先生（2021年起，現任校長）

## 事件
- 2005年11－12月，此校最少兩名具三合會背景學生（事後已被退學），涉嫌在校內販賣大麻。經警方卧底搜證後，一共有11名疑犯在一年後被捕，並於2007年受審[21]。
- 2019年3月12日，律政司司長鄭若驊到訪此校，並與學生進行交談[22]。

## 著名/傑出校友
明愛聖方濟各職業先修學校舊生
- 張萬有：香港漫畫家（1973年中三）

## 註解
1. ↑  2024/25年度[1]
2. ↑  而首座完全遵循標準設計的狹義同類中學校舍，則為金巴崙長老會耀道中學
3. ↑  另一份為中華基督教會基慧小學（馬灣），但在首次審議時被否決

## 外部連結
- 明愛胡振中書院網站 （页面存档备份，存于）
- 明愛胡振中中學Facebook （页面存档备份，存于）
- 明愛胡振中中學Instagram